# Mutiny (1952)
Mutiny is een Amerikaanse avonturenfilm uit 1952 onder regie van Edward Dmytryk. De film werd destijds in Nederland uitgebracht onder de titel Muiterij op het goudschip.

## Verhaal
Gedurende de oorlog van 1812 moet kapitein James Marshall een Britse blokkade breken om een oorlogslening van Frankrijk te innen. Zijn eerste stuurman is Ben Waldridge, een voormalig kapitein bij de Britse zeemacht. Hij brengt zijn vroegere bemanning mee. Als zij ontdekken dat er goud aan boord is, slaan ze aan het muiten.

## Rolverdeling
| Acteur          | Personage               |
| --------------- | ----------------------- |
| Mark Stevens    | Kapitein James Marshall |
| Angela Lansbury | Leslie                  |
| Patric Knowles  | Kapitein Ben Waldridge  |
| Gene Evans      | Hook                    |
| Rhys Williams   | Redlegs                 |
| Robert Osterloh | Feversham               |
| Peter Brocco    | Sykes                   |
| Emerson Treacy  | Raadslid                |
| Morris Ankrum   | Kapitein Radford        |
| Todd Karns      | Andrews                 |